# إف. بالمر ويبر
إف. بالمر ويبر (بالإنجليزية: F. Palmer Weber)‏ هو شخصية أعمال أمريكي، ولد في 18 مارس 1914، وتوفي في 22 أغسطس 1986.